# Thomas Huber
Thomas Huber (Stoccarda, 4 novembre 1963) è un ex pallanuotista tedesco, vincitore di una medaglia di bronzo alle olimpiadi di Los Angeles 1984.